# Liste der österreichischen Verkehrsminister

## Verkehrsminister der Republik Österreich

### Legende
- Nr.: chronologische Reihenfolge der Bundesminister
- Bundesminister: Name
- Lebensdaten: Geburts- und Sterbedatum mit Ortsangaben
- Partei: politische Herkunft des Bundesministers
  -  CSP  Christlichsoziale Partei
  -  SPÖ  Sozialdemokratische Partei Österreichs (1945–1991: Sozialistische Partei Österreichs)
  -  ÖVP  Österreichische Volkspartei
  -  FPÖ  Freiheitliche Partei Österreichs
  -  BZÖ  Bündnis Zukunft Österreich
  -  GRÜNE  Die Grünen – Die Grüne Alternative
  - parteilos
- Regierung: die Kabinette (Regierungsmannschaften) mit der jeweiligen Liste der Regierungsmitglieder
- Amtszeit: Dauer der jeweiligen Amtsperiode. In der Ersten Republik sind Zeiten, in denen der zurückgetretene Kanzler mit der Fortführung der Geschäfte betraut wurde, inkludiert; in der Zweiten Republik sind solche Zeiten in Fußnoten eigens ausgewiesen.
- Ministerium: Bezeichnung des Ministeriums

### Erste Republik (1918–1938)
| Nr. | Bundesminister       | Lebensdaten                                                                                          | Partei | Regierung | Amtsantritt   | Amtsende      | Funktion                                                                                          |
| --- | -------------------- | --- | ------ | --------- | ------------- | ------------- | ------------------------------------------------------------------------------------------------- |
| 1   | Carl Jukel           | * 21. Jänner 1865 in Wien; † 20. August 1931 in Schönau an der Triesting                             | CSP    |           | 30. Okt. 1918 | 15. März 1919 | Staatssekretär für Verkehrswesen                                                                  |
| 2   | Ludwig Paul          | * 16. September 1864 in Wien; † 1. Juli 1920 ebenda                                                  |        |           | 15. März 1919 | 1. Juli 1920  | Staatssekretär für Verkehrswesen                                                                  |
| 3   | Ferdinand Hanusch    | * 9. November 1866 in Oberdorf bei Wigstadtl, Österreichisch-Schlesien; † 28. September 1923 in Wien |        |           | 1. Juli 1920  | 7. Juli 1920  | Betraut mit der einstweiligen Führung des Staatsamtes für Verkehrswesen                           |
| 4   | Karl Pesta           | * 15. November 1871 in Hard, Vorarlberg; † 3. Dezember 1945 in Innsbruck, Tirol                      |        |           | 20. Nov. 1920 | 21. Juni 1921 | Bundesminister für Verkehrswesen                                                                  |
| 5   | Walter Rodler        | * 2. Februar 1867 in Wien; † 24. Dezember 1931 ebenda                                                |        |           | 21. Juni 1921 | 31. Mai 1922  | Bundesminister für Verkehrswesen                                                                  |
| 6   | Franz Odehnal        | * 26. Dezember 1870 in Brünn, Mähren; † 24. Dezember 1928 in Wien                                    | CSP    |           | 31. Mai 1922  | 16. Apr. 1923 | Bundesminister für Verkehrswesen                                                                  |
| 7   | Hans Schürff         | * 12. Mai 1875 in Mödling; † 27. März 1939 in Wien                                                   |        |           | 17. Apr. 1923 | 26. Sep. 1929 | Bundesminister für Handel und Verkehr                                                             |
| 8   | Michael Hainisch     | * 15. August 1858 in Aue bei Schottwien (NÖ); † 26. Februar 1940 in Wien                             |        |           | 26. Sep. 1929 | 17. Juni 1930 | Bundesminister für Handel und Verkehr                                                             |
| 9   | Johannes Schober     | * 14. November 1874 in Perg; † 19. August 1932 in Baden bei Wien                                     |        |           | 17. Juni 1930 | 20. Juni 1930 | Betraut mit der einstweiligen Führung der Geschäfte des Bundesministeriums für Handel und Verkehr |
| 10  | Friedrich Schuster   | |        |           | 20. Juni 1930 | 30. Sep. 1930 | Bundesminister für Handel und Verkehr                                                             |
| 11  | Eduard Heinl         | * 9. April 1880 in Wien; † 10. April 1957 ebenda                                                     | CSP    |           | 30. Sep. 1930 | 20. Mai 1932  | Bundesminister für Handel und Verkehr                                                             |
| 12  | Guido Jakoncig       | |        |           | 20. Mai 1932  | 10. Mai 1933  | Bundesminister für Handel und Verkehr                                                             |
| 13  | Friedrich Stockinger | |        |           | 10. Mai 1933  | 3. Nov. 1936  | Bundesminister für Handel und Verkehr                                                             |
| 14  | Wilhelm Taucher      | |        |           | 3. Nov. 1936  | 16. Feb. 1938 | Bundesminister für Handel und Verkehr                                                             |
| 15  | Julius Raab          | * 29. November 1891 in St. Pölten; † 8. Januar 1964 in Wien                                          | CSP    |           | 16. Feb. 1938 | 11. März 1938 | Bundesminister für Handel und Verkehr                                                             |

### Zweite Republik (seit 1945)
| Nr. | Bundesminister | Bundesminister     | Partei  | Regierung                                     | Amtsantritt   | Amtsende      | Ministerium |
| --- | -------------- | ------------------ | ------- | --------------------------------------------- | ------------- | ------------- | --- |
| 16  |                | Eduard Heinl       | ÖVP     | Figl I                                        | 20. Nov. 1947 | 24. Nov. 1947 | Bundesministerium für Verkehr (mit der Leitung betraut) |
| 17  |                | Vinzenz Übeleis    | SPÖ     | Figl I                                        | 20. Dez. 1945 | 8. Nov. 1949  | Bundesministerium für Verkehr |
| 18  |                | Karl Waldbrunner   | SPÖ     | Figl II, III Raab I, II, III, IV Gorbach I    | 8. Nov. 1949  | 14. Dez. 1962 | bis 29. Juni 1956 Bundesministerium für Verkehr und verstaatlichte Betriebe; ab 29. Juni 1956 Bundesministerium für Verkehr und Elektrizitätswirtschaft                                    |
| 19  |                | Bruno Pittermann   | SPÖ     | Gorbach I                                     | 14. Dez. 1962 | 27. März 1963 | Bundesministerium für Verkehr und Elektrizitätswirtschaft |
| 20  |                | Otto Probst        | SPÖ     | Gorbach II Klaus I                            | 27. März 1963 | 19. Apr. 1966 | Bundesministerium für Verkehr und Elektrizitätswirtschaft |
| 21  |                | Ludwig Weiß        | ÖVP     | Klaus II                                      | 19. Apr. 1966 | 21. Apr. 1970 | Bundesministerium für Verkehr und verstaatlichte Unternehmungen |
| 22  |                | Erwin Frühbauer    | SPÖ     | Kreisky I, II                                 | 21. Apr. 1970 | 17. Sep. 1973 | bis 23. Juli 1970 Bundesministerium für Verkehr und verstaatlichte Unternehmungen; ab 24. Juli 1970 Bundesministerium für Verkehr                                                          |
| 23  |                | Erwin Lanc         | SPÖ     | Kreisky II, III                               | 17. Sep. 1973 | 8. Juni 1977  | Bundesministerium für Verkehr |
| 24  |                | Karl Lausecker     | SPÖ     | Kreisky III, IV Sinowatz                      | 8. Juni 1977  | 10. Sep. 1984 | Bundesministerium für Verkehr |
| 25  |                | Ferdinand Lacina   | SPÖ     | Sinowatz                                      | 10. Sep. 1984 | 16. Juni 1986 | bis 31. Dezember 1984 Bundesministerium für Verkehr; ab 1. Jänner 1985 Bundesministerium für öffentliche Wirtschaft und Verkehr                                                            |
| 26  |                | Rudolf Streicher   | SPÖ     | Vranitzky I, II, III                          | 16. Juni 1986 | 3. Apr. 1992  | Bundesministerium für öffentliche Wirtschaft und Verkehr |
| 27  |                | Viktor Klima       | SPÖ     | Vranitzky III, IV                             | 3. Apr. 1992  | 12. März 1996 | Bundesministerium für öffentliche Wirtschaft und Verkehr |
| 28  |                | Rudolf Scholten    | SPÖ     | Vranitzky V                                   | 12. März 1996 | 28. Jan. 1997 | bis 30. April 1996 Bundesministerium für öffentliche Wirtschaft und Verkehr (mit Fortführung betraut); ab 1. Mai 1996 Bundesministerium für Wissenschaft, Verkehr und Kunst                |
| 29  |                | Caspar Einem       | SPÖ     | Klima                                         | 28. Jan. 1997 | 4. Feb. 2000  | bis 14. Februar 1997 Bundesministerium für Wissenschaft, Verkehr und Kunst; ab 15. Februar 1997 Bundesministerium für Wissenschaft und Verkehr                                             |
| 30  |                | Michael Schmid     | FPÖ     | Schüssel I                                    | 4. Feb. 2000  | 13. Nov. 2000 | bis 31. März 2000 Bundesministerium für Wissenschaft und Verkehr; ab 1. April 2000 Bundesministerium für Verkehr, Innovation und Technologie                                               |
| 31  |                | Monika Forstinger  | FPÖ     | Schüssel I                                    | 14. Nov. 2000 | 18. Feb. 2002 | Bundesministerium für Verkehr, Innovation und Technologie |
| 32  |                | Mathias Reichhold  | FPÖ     | Schüssel I                                    | 19. Feb. 2002 | 28. Feb. 2003 | Bundesministerium für Verkehr, Innovation und Technologie |
| 33  |                | Hubert Gorbach     | FPÖ BZÖ | Schüssel II                                   | 28. Feb. 2003 | 10. Jan. 2007 | Bundesministerium für Verkehr, Innovation und Technologie;1) = von 21. Oktober 2003 bis 10. Jänner 2007 auch Vizekanzler2) = bis 5. April 2005 FPÖ, danach BZÖ                             |
| 34  |                | Werner Faymann     | SPÖ     | Gusenbauer                                    | 11. Jan. 2007 | 2. Dez. 2008  | Bundesministerium für Verkehr, Innovation und Technologie |
| 35  |                | Doris Bures        | SPÖ     | Faymann I Faymann II                          | 2. Dez. 2008  | 1. Sep. 2014  | Bundesministerium für Verkehr, Innovation und Technologie |
| 36  |                | Alois Stöger       | SPÖ     | Faymann II                                    | 1. Sep. 2014  | 26. Jan. 2016 | Bundesministerium für Verkehr, Innovation und Technologie |
| 37  |                | Gerald Klug        | SPÖ     | Faymann II Kern                               | 26. Jan. 2016 | 18. Mai 2016  | Bundesministerium für Verkehr, Innovation und Technologie |
| 38  |                | Jörg Leichtfried   | SPÖ     | Kern                                          | 18. Mai 2016  | 18. Dez. 2017 | Bundesministerium für Verkehr, Innovation und Technologie |
| 39  |                | Norbert Hofer      | FPÖ     | Kurz I                                        | 18. Dez. 2017 | 22. Mai 2019  | Bundesministerium für Verkehr, Innovation und Technologie |
| 40  |                | Valerie Hackl      | Unabh.  | Kurz I, einstw. BR Löger                      | 22. Mai 2019  | 3. Juni 2019  | Bundesministerium für Verkehr, Innovation und Technologie |
| 41  |                | Andreas Reichhardt | FPÖ     | Bierlein                                      | 3. Juni 2019  | 7. Jan. 2020  | Bundesministerium für Verkehr, Innovation und Technologie |
| 42  |                | Leonore Gewessler  | GRÜNE   | Kurz II, Schallenberg, Nehammer, Schallenberg | 7. Jan. 2020  | 3. März 2025  | bis 28. Jänner 2020 Bundesministerium für Verkehr, Innovation und Technologie ab 29. Jänner 2020 Bundesministerium für Klimaschutz, Umwelt, Energie, Mobilität, Innovation und Technologie |
| 43  |                | Peter Hanke        | SPÖ     | Stocker                                       | 3. März 2025  | amtierend     | bis 31. März 2025 Bundesministerium für Klimaschutz, Umwelt, Energie, Mobilität, Innovation und Technologie ab 1. April 2025 Bundesministerium für Innovation, Mobilität und Infrastruktur |
| Nr. | Bundesminister | Bundesminister     | Partei  | Regierung                                     | Amtsantritt   | Amtsende      | Ministerium |